# Pittosporum bicolor
Pittosporum bicolor là một loài thực vật có hoa trong họ Pittosporaceae. Loài này được Hook. miêu tả khoa học đầu tiên năm 1834.